# ويليام الأول، كونت بولوني
ويليام الأول من بلوا (1137 - 11 أكتوبر 1159)؛ كونت بولوني، وفضلاً عن ذلك هو إيرل سري من خلال زواجه من إيزابيل دي وارين؛ هو الابن الثالث لـ ملك إنجلترا ستيفن دي بلوا والكونتيسة ماتيلدا الأولى من بولوني.
عندما توفي شقيقه الأكبر يوستاس الرابع في 1153، انتقلت الخلافة العرش الإنجليزي من ويليام إلى الشاب هنري بلانتاجانت الذي اعترف به والده أخيراً من أجل إنهاء الحرب فيما بينهم؛ بحيث كلاهما عانى من الإرهاق، كان الملك الجديد كريماً مع ويليام بحيث سمح له امتلاك إيرلية سري (من خلال زوجته).
ومع ذلك توفي ويليام في 1159 أمام أبواب مدينة تولوز بسبب المرض، وخلفته شقيقته الراهبة ماري، وفي حين زوجته تزوجت من هاملين بلانتاجنت الأخ الغير شقيق لـ هنري الثاني ملك إنجلترا.